# Marie Dohalská
Marie Bořek-Dohalská, rozená Zichová (* 21. září 1937 Praha), je česká fonetička.

## Život
Marie Zichová se narodila v Praze jako dcera matematika a filosofa Otakara Zicha a jeho manželky Milady a vnučka významného hudebního teoretika Otakara Zicha staršího. Jejím bratrem byl český populární zpěvák Karel Zich.
Vystudovala Univerzitu Karlovu, kde byl mezi jejími učiteli Bohuslav Hála. Působila ve Fonetickém ústavu Filozofické fakulty Univerzity Karlovy. V roce 1998 jí bylo uděleno francouzské vyznamenání Chevalier de l’Ordre des palmes académiques.
Jejím manželem byl fotograf Václav Bořek-Dohalský (1941-2004), potomek hraběcího rodu Dohalských.

## Publikace
- Základy fonetiky francouzštiny, 1974
- Problematika percepce, 1989
- Dynamika verbální komunikace – Mluvené slovo v teorii a praxi, 1990
- Fonetika francouzštiny, 1992, ISBN 80-04-23348-1, spolu s Oľgou Schulzovou